# Volta a Catalunya de 1930
La Volta a Catalunya de 1930 fou la dotzena edició de la Volta a Catalunya. La prova es disputà en vuit etapes entre el 7 i el 14 de setembre de 1930, per un total de 1.429 km. El vencedor final fou el català Marià Cañardo Lacasta, per davant del francès Marcel Maurel i l'espanyol Ricardo Montero.
133 ciclistes van prendre la sortida en aquesta edició de la Volta a Catalunya. Marià Cañardo Lacasta va liderar la cursa des del primer dia, mantenint en les primeres etapes una dura lluita amb l'italià Giuseppe Pancera, però en la cinquena etapa amb final a La Seu d'Urgell li va treure més de 18', decidint d'aquesta manera la cursa. A partir d'aquest moment es limità a controlar la cursa i augmentar les diferències respecte als immediats perseguidors, aconseguint la tercera victòria a la general de la Volta a Catalunya.

## Classificació final
| Pos. | Ciclista                  | Club                    | Temps        |
| ---- | ------------------------- | ----------------------- | ------------ |
| 1    | Marià Cañardo Lacasta     | FC Barcelona            | 53h 17' 37"  |
| 2    | Marcel Maurel             | Guidon S.Cipriche       | + 22' 15"    |
| 3    | Ricardo Montero Hernández | Real Unión de Irún      | + 30' 01"    |
| 4    | Joan Mateu                | FC Barcelona            | + 35' 56"    |
| 5    | Giuseppe Pancera          | Veloce Club Verona      | + 37' 39"    |
| 6    | Pere Albiñana             | Club Natació Reus Ploms | + 1h 10' 00" |
| 7    | Nicolau Tubau             | Club Sant Martí         | + 1h 16' 39" |
| 8    | Juli Borràs               | FC Barcelona            | + 1h 21' 48" |
| 9    | Vicente Carrión           | C.M.C. El Pedal         | + 1h 42' 31" |
| 10   | Isaac Caño                | C.C. Hostafrancs        | + 2h 14' 39" |

## Etapes
| Etapa | Data           | Recorregut               | km     | Vencedor d'etapa          | Líder de la general   |
| ----- | -------------- | ------------------------ | ------ | ------------------------- | --------------------- |
| 1a    | 7 de setembre  | Barcelona - La Sénia     | 226 km | Marià Cañardo Lacasta     | Marià Cañardo Lacasta |
| 2a    | 8 de setembre  | La Sénia - Tarragona     | 155 km | Giuseppe Pancera          | Marià Cañardo Lacasta |
| 3a    | 9 de setembre  | Tarragona - Lleida       | 159 km | Giuseppe Pancera          | Marià Cañardo Lacasta |
| 4a    | 10 de setembre | Lleida - Tremp           | 183 km | Marià Cañardo Lacasta     | Marià Cañardo Lacasta |
| 5a    | 11 de setembre | Tremp - La Seu d'Urgell  | 141 km | Marià Cañardo Lacasta     | Marià Cañardo Lacasta |
| 6a    | 12 de setembre | La Seu d'Urgell - Girona | 224 km | Ricardo Montero Hernández | Marià Cañardo Lacasta |
| 7a    | 13 de setembre | Girona - Terrassa        | 199 km | Giuseppe Pancera          | Marià Cañardo Lacasta |
| 8a    | 14 de setembre | Terrassa - Barcelona     | 131 km | Marià Cañardo Lacasta     | Marià Cañardo Lacasta |

### Etapa 1 Barcelona - La Sénia. 226,0 km
|   | Ciclista      | Temps      |
| - | ------------- | ---------- |
| 1 | Marià Cañardo | 7h 59' 40" |
| 2 | Pere Sant     | + 06"      |
| 3 | Pere Albiñana | + 01' 27"  |

|   | Ciclista      | Temps      |
| - | ------------- | ---------- |
| 1 | Marià Cañardo | 7h 59' 40" |
| 2 | Pere Sant     | + 06"      |
| 3 | Pere Albiñana | + 01' 27"  |

### Etapa 2. La Sénia - Tarragona. 155,0 km
|   | Ciclista         | Temps      |
| - | ---------------- | ---------- |
| 1 | Giuseppe Pancera | 6h 03' 42" |
| 2 | Marià Cañardo    | m. t.      |
| 3 | Marcel Maurel    | + 05"      |

|   | Ciclista         | Temps       |
| - | ---------------- | ----------- |
| 1 | Marià Cañardo    | 14h 03' 22" |
| 2 | Giuseppe Pancera | + 01' 40"   |
| 3 | Pere Albiñana    | + 06' 25"   |

### Etapa 3. Tarragona - Lleida. 159,0 km
|   | Ciclista         | Temps      |
| - | ---------------- | ---------- |
| 1 | Giuseppe Pancera | 6h 28' 00" |
| 2 | Pere Albiñana    | m. t.      |
| 3 | Marià Cañardo    | m. t.      |

|   | Ciclista         | Temps       |
| - | ---------------- | ----------- |
| 1 | Marià Cañardo    | 20h 31' 22" |
| 2 | Giuseppe Pancera | + 01' 40"   |
| 3 | Pere Albiñana    | + 06' 25"   |

### Etapa 4. Lleida - Tremp. 183,0 km
|   | Ciclista         | Temps      |
| - | ---------------- | ---------- |
| 1 | Marià Cañardo    | 6h 45' 55" |
| 2 | Giuseppe Pancera | + 04"      |
| 3 | Joan Mateu       | + 51"      |

|   | Ciclista         | Temps       |
| - | ---------------- | ----------- |
| 1 | Marià Cañardo    | 27h 17' 17" |
| 2 | Giuseppe Pancera | + 01' 44"   |
| 3 | Joan Mateu       | + 09' 09"   |

### Etapa 5. Tremp - La Seu d'Urgell. 141,0 km
|   | Ciclista        | Temps      |
| - | --------------- | ---------- |
| 1 | Marià Cañardo   | 4h 38' 18" |
| 2 | Marcel Maurel   | + 05' 03"  |
| 3 | Ricardo Montero | + 14' 12"  |

|   | Ciclista         | Temps       |
| - | ---------------- | ----------- |
| 1 | Marià Cañardo    | 31h 55' 35" |
| 2 | Marcel Maurel    | + 09' 05"   |
| 3 | Giuseppe Pancera | + 09' 34"   |

### Etapa 6. La Seu d'Urgell - Girona. 234,0 km
|   | Ciclista        | Temps      |
| - | --------------- | ---------- |
| 1 | Ricardo Montero | 8h 12' 55" |
| 2 | Marià Cañardo   | m. t.      |
| 3 | Marcel Maurel   | + 03' 13"  |

|   | Ciclista        | Temps       |
| - | --------------- | ----------- |
| 1 | Marià Cañardo   | 40h 08' 30" |
| 2 | Marcel Maurel   | + 22' 17"   |
| 3 | Ricardo Montero | + 30' 33"   |

### Etapa 7. Girona - Terrassa. 199,0 km
|   | Ciclista         | Temps      |
| - | ---------------- | ---------- |
| 1 | Giuseppe Pancera | 8h 21' 46" |
| 2 | Juli Borràs      | + 02"      |
| 3 | Marcel Maurel    | + 04"      |

|   | Ciclista        | Temps       |
| - | --------------- | ----------- |
| 1 | Marià Cañardo   | 48h 30' 30" |
| 2 | Marcel Maurel   | + 22' 07"   |
| 3 | Ricardo Montero | + 30' 13"   |

### Etapa 8. Terrassa - Barcelona. 131,0 km
|   | Ciclista        | Temps      |
| - | --------------- | ---------- |
| 1 | Marià Cañardo   | 4h 46' 57" |
| 2 | Marcel Maurel   | + 07"      |
| 3 | Ricardo Montero | + 07"      |

|   | Ciclista        | Temps       |
| - | --------------- | ----------- |
| 1 | Marià Cañardo   | 53h 17' 37" |
| 2 | Marcel Maurel   | + 22' 15"   |
| 3 | Ricardo Montero | + 30' 01"   |